# Мпоко
Мпоко (фр. Mpoko) — река в Центральноафриканской республике. Является притоком реки Убанги. Течёт по территории префектур Уам и Омбелла-Мпоко. Устье реки находится у столицы ЦАР, Банги.

## Описание

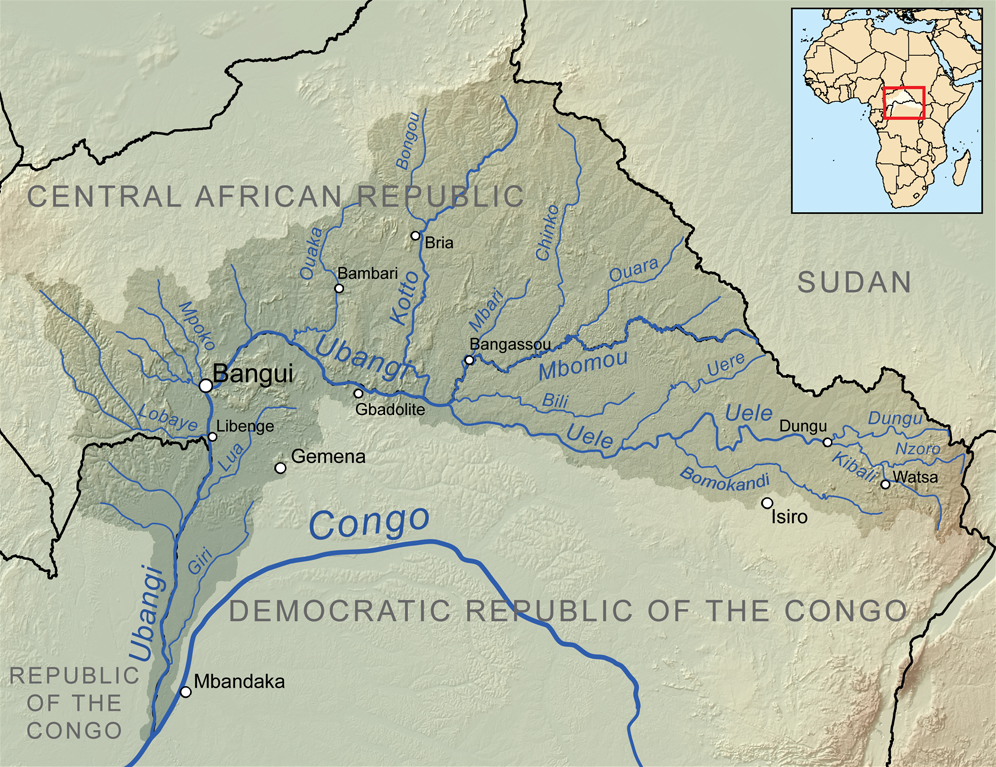
Река Мпоко в бассейне реки Убанги

Площадь бассейна реки составляет около 27 081 км² и покрывает в основном саванную местность. Длина реки составляет 350 км. Количество солей — 1,4 ‰.
Река течёт на юго-восток и впадает в реку Убанги, которая в свою очередь впадает в реку Конго.
У реки есть правый приток, река Мбали.
Мпоко, наряду с Санга и Убанги, является одной из длиннейших рек в Центральноафриканской республике. Река является судоходной и обычно используется для перевозки стволов деревьев, хлопка и обмена продовольствием с соседними странами.
Расход воды измерялся в реке на протяжении 37 лет (в 1957—1994 годах) примерно на половине бассейна. Среднее значение расхода в тот период составлял 90 м³/с.
| Показатель        | Янв. | Фев. | Март | Апр. | Май  | Июнь | Июль | Авг.  | Сен.  | Окт.  | Нояб. | Дек. |
| ----------------- | ---- | ---- | ---- | ---- | ---- | ---- | ---- | ----- | ----- | ----- | ----- | ---- |
| Норма осадков, мм | 56,7 | 42,3 | 36,7 | 35,9 | 36,1 | 45,6 | 73,8 | 134,4 | 203,4 | 194,9 | 138,9 | 83,1 |

## Притоки
По порядку от устья:
- Лан (Мбали) (правый)[8]
- Нгола (левый)[9]
- Бисон (левый)[8]
- Бока (правый)[10]
- Гингуль (левый)[10]
- Баколия (левый)[10]
- Бакаса (правый)[10]
- Бафонго (левый)[10]
- Карасо (правый)[8]
- Нгумбу (левый)[10]
- Лимбара (правый)[10]
- Мбангу (левый)[10]
- Юнгу (левый)[8]
- Мбафи (правый)[8]
- Гуо (левый)[8]
- Валембу (левый)[8]
- Диеба (правый)[10]
- Тимби (правый)[10]
- Такуши (левый)[10]
- Бангара (левый)[8]
- Вуэ (правый)[8]
- Дама (левый)[8]
- Гиангоре (правый)[10]
- Мала (правый)[11]
- Ликило (правый)[12]
- Акапондо (правый)[12]
- Гандза (левый)[12]
- Бве (правый)[11]
- Мбамете (правый)[11]
- Кукве (правый)[11]
- Велембу (левый)[11]
- Гуфоро (правый)[12]
- Ндокабия (правый)[12]
- Линге (правый)[12]
- Баули (правый)[12]
- Базинги (правый)[12]
- Оронджа (правый)[13]
- Мбафа (правый)[12][13]
- Иджа (правый)[13]